# Aneta Hodina
Aneta Hodina, provdaná Čermáková (5. května 1878 Cařihrad – 24. června 1941 Praha) byla česká malířka, která působila v Bulharsku a v Čechách (později v Československu).

## Život
Narodila se v Cařihradu (Istanbulu) inspektorovi Východních železnic Eduardu Hodinovi. Rodina se později přestěhovala do Bulharska. V roce 1897 nastoupila Aneta do sofijské Státní malířské školy (do roku 1901), zde byla ovlivněna zejména Jaroslavem Věšínem. Později studovala v Mnichově a Paříži. Přispívala karikaturami do časopisu Balgaran Alexandra Božinova. V roce 1908 se po návratu do Sofie seznámila se svým budoucím manželem Emilem Čermákem. Ještě před válkou provozovala kloboučnictví, po první světové válce se stal Čermák ředitelem ČTK a rodina se přestěhovala do Československa, kde zůstala nadobro.
Věnovala se zejména portrétní tvorbě. Obrazy podepisovala Aneta Hodina, v Čechách (po provdání) většinou Aneta Čermáková.
Měla syna Bojana a dceru Emu, provdanou Pačesovou (byla překladatelka a matka Václava Pačese).

## Galerie

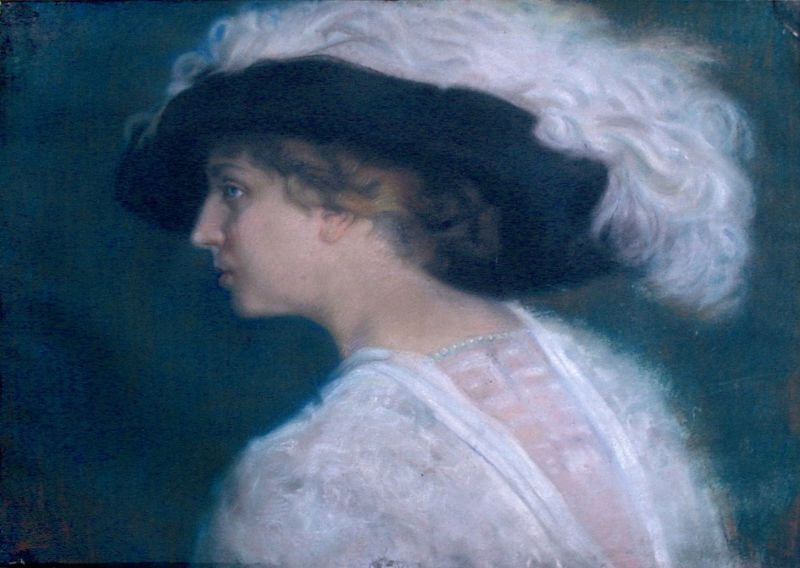
Portrét paní Stefky Georgievy, malovaný okolo roku 1915
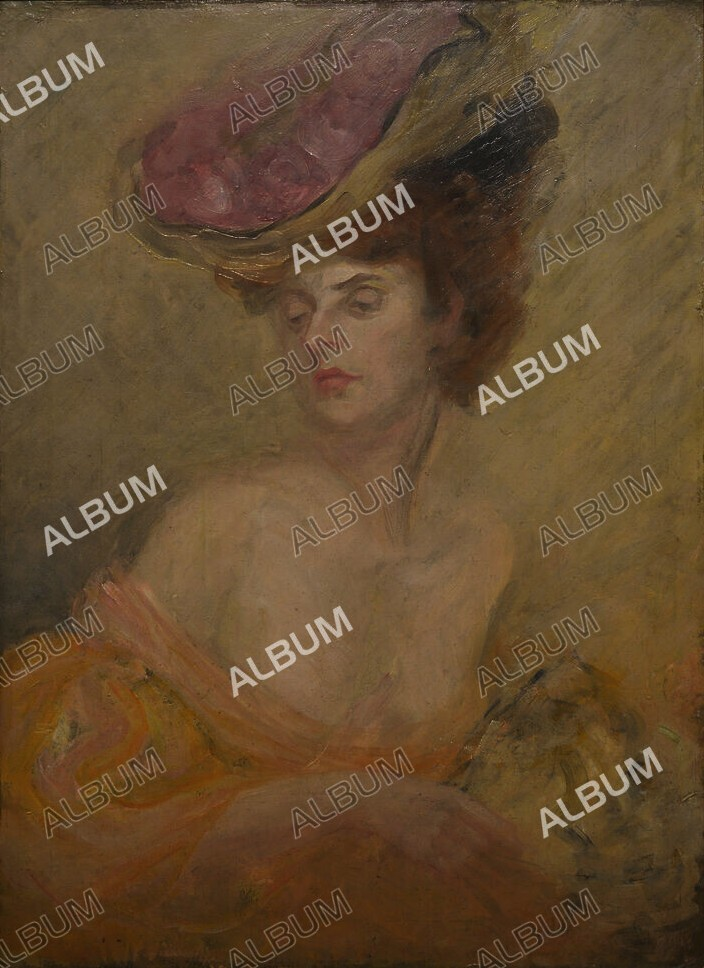
Portrét hraběnky L. z Versailles (olej na kartonu) 1906